# Јицак Високер
Јицак Високер (18. септембар 1944) бивши је израелски фудбалер. Играо је на позицији голмана.
Дебитовао је 1963. године за Хапоел из Петах Тикве, у којем је провео четрнаест сезона, одигравши 327 првенствених мечева. Већину времена проведеног у Хапоелу био је први голман тима.
Године 1977. прешао је у клуб Макаби Нетања, за који је играо три сезоне. Професионалну каријеру завршио је 1980. године.
Дебитовао је 1964. године за репрезентацију Израела. Учествовао је у победи Израела на Азијском купу 1964. године. Био је у саставу Израела на Светском првенству у Мексику 1970. године. Укупно је 43 пута натупио за репрезентацију Израела.